# Utkal Congress
Utkal Congress (UC) war eine von 1970 bis 1974 existierende Partei im indischen Bundesstaat Odisha.

## Parteigeschichte
Im Bundesstaat Orissa (seit 2011 Odisha) hatte es seit der Unabhängigkeit Indiens immer eine gewisse Tradition von politischer Opposition, die nicht von der dominierenden Kongresspartei absorbiert werden konnte, gegeben. Von 1950 bis 1962 existierte hier die Ganatantra Parishad, die bei Wahlen zwischen 20 und 40 % der Mandate gewinnen konnte. 1966 hatte sich eine Fraktion der Kongresspartei unter dem Namen Jana Congress in Orissa von letzterer abgespalten und hatte anschließend mit der Swatantra-Partei (SWA) eine Koalitionsregierung in Orissa gebildet.
1969 kam es dann in ganz Indien zur Spaltung der Kongresspartei in einen Flügel, der die amtierende Premierministerin Indira Gandhi unterstützte („Congress (R)“) und eine Fraktion, in der sich die alte Parteiriege sammelte (Congress (O)). Dadurch wurde die gesamte Kongress-Parteiorganisation in ihren Grundfesten erschüttert. In Orissa führte dies 1970 zur weitgehenden Abspaltung der lokalen Parteiorganisation der Kongresspartei unter ihrem lokalen Vorsitzenden Biju Patnaik, die sich als neue Partei ‚Utkal Congress‘ konstituierte. Am 6. Mai 1970 erklärte Patnaik seinen Austritt aus dem Congress (R) und führte in einem Brief an dessen Parteipräsidenten Jagjivan Ram als Grund die zentralistische und autoritäre Leitungsstruktur in der Kongresspartei und Missachtung lokaler Gegebenheiten an. In einem Thesenpapier Promises and Performances („Versprechen und Leistungen“) beklagte Patnaik, dass Orissa „nie ein prosperierender und wirtschaftlich erfolgreicher Staat werden“ könne, wenn nicht ein „einheitlicher und auf diesen Zweck hin ausgerichteter politischer Apparat“ existiere. Das Ziel war es offenkundig, in Orissa eine starke Regionalpartei nach dem Vorbild von Dravida Munnetra Kazhagam in Tamil Nadu zu schaffen.
Ideologisch wies die neue Partei kaum Unterschiede zur Kongresspartei auf, jedoch betonte der UC seine regionalistischen Ziele einer Industrialisierung und Entwicklung Orissas. UC nahm an zwei Wahlen zum Parlament von Orissa statt, 1971 und 1974. 1971 gewann er 33 der 140 Wahlkreise und wurde damit drittstärkste Partei (nach Swatantra und Congress (R)). Die Partei bildete anschließend eine Koalitionsregierung mit der ideologisch sehr verschiedenen Swatantra-Partei und der Jharkhand Party unter dem parteilosen Chief Minister Biswanath Das. Nachdem Indira Gandhis Congress (R) die gesamtindische Wahl im März 1971 in einem Erdrutschsieg gewonnen hatte, wurde die Koalitionsregierung vor eine Zerreißprobe gestellt. Indira Gandhis Regierung strebte die Einstellung der Zahlungen an die ehemaligen indischen Fürsten (Privy Purse) an, ein Ziel, das von Utkal Congress unterstützt, aber von Swatantra bekämpft wurde. Dafür war eine Verfassungsänderung notwendig (24. Verfassungszusatz), der auch die Bundesstaaten zustimmen mussten. Im Parlament von Orissa begann die Mehrheit der Regierung durch Überläufer zum Congress (R) abzubröckeln. Am 9. Juni 1972 beschloss Utkal Congress, sich wieder mit Indira Gandhis Kongresspartei (Congress (R)) zu vereinigen. Dadurch erhielt Congress (R) schließlich eine Mehrheit im Parlament von Orissa und Nandini Satpathy (Congress (R) wurde am 10. Juni 1992 zur Chief Ministerin einer Kongresspartei-Regierung gewählt. Die neue Chief Ministerin lehnte die vollständige Vereinigung des UC mit dem Congress (R) ab. Der derart zurückgewiesene Patnaik gründete daraufhin eine neue Wahlallianz, die Pragati Party, in der sich alle sammeln sollten, die in Opposition zur Regierung Satpathy standen (UC, SWA u. a.). Tatsächlich verlor Satpathy durch Überläufer ihre Parlamentsmehrheit und trat deswegen am 2. März 1973 zurück, wonach der Bundesstaat unter president’s rule gestellt wurde. Bei der Wahl zum Parlament von Orissa am 22. Januar 1974 erreichte Utkal Congress 35 von 146 Mandaten.
Wenig später schloss sich UC am 29. Mai 1974 mit sechs anderen Parteien zur Bharatiya Lok Dal, einer nicht nur auf Orissa beschränkten, sondern in ganz Indien agierenden Partei zusammen.
Das ursprüngliche Ziel Biju Patnaiks, eine starke Regionalpartei für Orissa aufzubauen, ging viel später doch noch in Erfüllung. Kurz nach seinem Tod gründete sein Sohn Naveen Patnaik am 26. Dezember 1997 die Partei Biju Janata Dal (BJD), die heute die im Bundesstaat Odisha dominierende politische Partei ist.